# Parmulariella vernoniae
Parmulariella vernoniae är en svampart som beskrevs av Henn. 1904. Parmulariella vernoniae ingår i släktet Parmulariella, klassen Dothideomycetes, divisionen sporsäcksvampar och riket svampar.   Inga underarter finns listade i Catalogue of Life.